# Баня-Лука (регіон)
Баня-Лука (серб. Регија Бања Лука) — один з 6-ти регіонів в Республіці Сербській, що входить до складу Боснії і Герцеговини.

## Географія
Регіон Баня-Лука розташований на півночі країни та є найчисельнішим з регіонів і найбільших за площею. Адміністративним центром регіону є місто Баня-Лука.
Регіон складається з 15 громад (серб. општина):
- Громада Баня-Лука (серб. Бања Лука) —  м. Баня-Лука,
- Громада Кнежево —  м. Кнежево,
- Громада Котор-Варош —  м. Котор-Варош,
- Громада Лакташі —  м. Лакташі,
- Громада Прнявор —  м. Прнявор (серб. Прњавор),
- Громада Челинаць —  м. Челинаць,
- Громада Градишка —  м. Градишка — входить до субрегіону (серб. субрегијa) Градишка,
- Громада Србац —  м. Србац — входить до субрегіону Градишка,
- Громада Мрконич-Град —  м. Мрконич-Град (серб. Мркоњић Град) —  входить до субрегіону Мрконич-Град,
- Громада Петроваць —  с. Дринич —  входить до субрегіону Мрконич-Град,
- Громада Рибнік —  с. Горні-Рибнік —  входить до субрегіону Мрконич-Град,
- Громада Істочні-Дрвар —  с. Потоці —  входить до субрегіону Мрконич-Град,
- Громада Купрес —  с. Ново-Село —  входить до субрегіону Мрконич-Град,
- Громада Шипово —  м. Шипово —  входить до субрегіону Мрконич-Град.
- Громада Єзеро — с. Єзеро (серб. Језеро).

До складу регіону раніше включалися всі 6 громад мезорегіону Прієдор.